# Adolf Johan Crusebjörn
Adolf Johan Crusebjörn, född 16 maj 1660 i Stockholm, död 15 april 1703 på Karstorps säteri i Klockrike församling, var en svensk militär.

## Biografi
Crusebjörn var kammarpage hos kung Karl XI 1672–1681. Han var kornett vid livregementet till häst 1681–1683 och hovjunkare 1686. Han utnämndes till löjtnant vid drabanterna 1693  och tjänstgjorde vid konung Karl XII:s kröning 14 december 1697. Han blev överstelöjtnant vid Östgöta kavalleriregemente 1700 och fick överstes avsked 1701. Han var ägare av Källeberg i Åsbo socken och av sin mor ärvde han 1699 egendomen Karstorp i Klockrike socken i Östergötlands län. Han utmanade 1685 hovjunkaren Lars Filip Ehrensten i en duell; båda kombattanterna rymde efter händelsen och efterlystes men tilläts att fritt återkomma.

### Familj
Han var son till majoren Mårten Crusebjörn (1582–1690) och Catharina Kyle (1642–1699) samt gift första gången 1686 med 
Märta Beata Gabrielsdotter Kurck (1665–1696), som var dotter till landshövdingen Gabriel Kurck, och andra gången från 1699 med Beata Rosenhane (1669–1711) som var dotter till landshövdingen Axel Rosenhane.